# Christmas Song Book
Christmas Song Book је студијски албум италијанске певачице Мине. Албум је издат 19. новембра 2013. за издавачку кућу PDU|.

## Списак пјесама
| №   | Назив                                      | Аутор(и)                                            | Трајање |  |
| 1.  | Old Fashion Christmas                      | Kenny Williams, F. P. Sturm                         | 5:59    |  |
| 2.  | The Secret of Christmas                    | Jimmy Van Heusen, Sammy Cahn                        | 4:51    |  |
| 3.  | Baby, It’s Cold Outside                    | Frank Loesser                                       | 2:25    |  |
| 4.  | I’ll Be Home for Christmas                 | Walter Kent, Kim Gannon                             | 3:22    |  |
| 5.  | Have Yourself a Merry Little Christmas     | Ralph Blane, Hugh Martin                            | 3:59    |  |
| 6.  | Jingle Bell Rock                           | Joseph Carleton Beal, James Ross Boothe             | 1:19    |  |
| 7.  | Silent Night (Stille Nacht, heilige Nacht) | Franz Xaver Gruber, John Freeman Young, Joseph Mohr | 3:06    |  |
| 8.  | Let It Snow!                               | Jule Styne, Sammy Cahn                              | 2:48    |  |
| 9.  | How Lovely Is Christmas                    | Alec Wilder, Arnold Sundgaard                       | 1:59    |  |
| 10. | Santa Claus Got Stuck in My Chimney        | Billy Moore Jr., William D. Hardy                   | 2:48    |  |
| 11. | It Came Upon a Midnight Clear              | Richard Storrs Willis, Edmund Sears                 | 2:25    |  |
| 12. | White Christmas                            | Irving Berlin                                       | 2:36    |  |

## Позиције на листама

### Недељне листе
| Листа (2013)   | Највиша позиција |
| -------------- | ---------------- |
| Италија (FIMI) | 6                |

### Годишње листе
| Листа (2013)   | Позиција |
| -------------- | -------- |
| Италија (FIMI) | 32       |

## Сертификације и продаја
| Држава         | Сертификација | Продаја |
| -------------- | ------------- | ------- |
| Италија (FIMI) | Златан        | 30.000  |